# Tout ira bien (film, 2007)
Pour les articles homonymes, voir Tout ira bien.
Pour plus de détails, voir Fiche technique et Distribution.
Tout ira bien (titre original : Wszystko będzie dobrze) est un film polonais réalisé par Tomasz Wiszniewski, sorti en 2007.

## Synopsis
Paweł, 12 ans, se rend par ses propres moyens à Częstochowa pour demander à la Vierge de l'aider à épargner sa mère, victime d'un cancer. Pendant ce temps, son frère handicapé mental doit prendre soin de sa mère. Paweł est accompagné par Andrzej, un enseignant qui a de graves problèmes d'alcool.

## Fiche technique
- Titre : Tout ira bien
- Titre original : Wszystko będzie dobrze
- Réalisation : Tomasz Wiszniewski
- Scénario : Rafał Szamburski, Robert Brutter, Tomasz Wiszniewski
- Musique : Michał Lorenc
- Photographie : Jarosław Szoda
- Montage : Krzysztof Szpetmański
- Costumes : Justyna Pytko
- Sociétés de production : ITI Film Studio, Polski Instytut Sztuki Filmowej, Studio Filmowe Zebra, Telewizja Polska, Wytwórnia Filmów Dokumentalnych i Fabularnych
- Pays d'origine :  Pologne
- Langue : Polonais
- Format : Couleur — Super 16 — 35mm — 1,66:1 — Son :
- Genre : Film dramatique
- Durée : 98 minutes (1 h 38)
- Dates de sortie : 
  -  Pologne : 5 octobre 2007

## Distribution
- Adam Werstak : Paweł Kwiatkowski
- Robert Więckiewicz : Andrzej
- Izabela Dąbrowska : Zofia Kwiatkowska, mère de Paweł
- Daniel Mąkolski : Piotr Kwiatkowski, frère de Paweł
- Beata Kawka : Anna, ex-femme d'Andrzej
- Janusz Chabior : docteur
- Katarzyna Kwiatkowska : infirmière
- Aleksander Bednarz : directeur de l'école
- Dariusz Toczek : prètre
- Stanisław Penksyk : Adamski
- Jarosław Szczepaniak
- Lech Dyblik
- Wiesława Mazurkiewicz
- Jarosław Gruda
- Natalia Rybicka

## Récompenses et distinctions
- Festival du film polonais de Gdynia en 2007:
  - meilleur acteur : Robert Więckiewicz
  - meilleure musique : Michał Lorenc
  - Prix de la mise en scène : Tomasz Wiszniewski